# Fiat Auto actuels
Tableau récapitulatif des modèles automobiles Fiat Auto actuels :
| Code usine-VIN                                                                    | Nom commercial                                                      | Années                            | Photo | Production globale                                      |
|                                                                                   |                                                                     |                                   |       |                                                         |
| ZFA 124 (Italie) + (Espagne) / (Russie) sous licence                              | Fiat 124 Berline Seat 124 Lada 1200                                 | 1968–2012                         |       | > 22 millions                                           |
| ZFA 125 (Italie) + (Espagne) / (Argentine) / (Pologne)                            | Fiat 125 Berline Seat 1430 Fiat Polski 125P                         | 1968–2012                         |       | 1 697 547 ex                                            |
| ZFA 141 (Italie) - (Espagne)                                                      | Fiat Panda Seat Panda                                               | 1980–2003                         |       | 5 550 938 ex                                            |
| ZFA 146 (Italie) / 9BD 158 (Argentine) - (Brésil) - (Afrique du Sud) - (Pakistan) | Fiat Uno & Uno Mille                                                | 1983–2013                         |       | > 11 millions                                           |
| ZFA 169 (Pologne)                                                                 | Fiat Panda II                                                       | 2003–2012                         |       | 2 168 491 ex                                            |
| 9BD 171 (Brésil) + 16 autres pays                                                 | Fiat Palio 2e série                                                 | 2001–2017                         |       | > 2 000 000 ex                                          |
| 9BD 172 (Argentine) + 16 autres pays                                              | Fiat Siena 2e série                                                 | 2001–20**                         |       |                                                         |
| 9BD 173 (Brésil) + 12 autres pays                                                 | Fiat Strada 2e série                                                | 2001–2004                         |       | ± 600 000                                               |
| ZFA 176 (Italie)                                                                  | Fiat Punto                                                          | 1993–1999                         |       | ± 3 600 000                                             |
| 9BD 178 (12 pays)                                                                 | Fiat Palio 1re série                                                | 1997–2001                         |       |                                                         |
| 9BD 178 (Argentine) + 16 autres pays                                              | Fiat Siena 1re série                                                | 2001–20**                         |       |                                                         |
| 9BD 178 (12 pays)                                                                 | Fiat Strada 1re série                                               | 1998–2013                         |       | 1 100 185                                               |
| ZFA 186 (Italie) - (Chine)                                                        | Fiat Multipla II Zotye Multiplan                                    | 1998–20**                         |       |                                                         |
| ZFA 188 (Italie) - (Serbie)                                                       | Fiat Punto II 2e Série Italie Zastava Z10 Serbie (2006-2013)        | 1999–2013                         |       | ± 3 500 000                                             |
| ZFA 190 (Pologne)                                                                 | Fiat Seicento / 600                                                 | 1998–2010                         |       | ± 1 350 000 ex                                          |
| ZFA 192 (Italie) - (Brésil) - (Turquie)                                           | Fiat Stilo                                                          | 2001–2010                         |       | ± 1 400 000 ex                                          |
| ZFA 198 (Italie) - (Brésil)                                                       | Fiat Bravo II 2008                                                  | 2007–2015                         |       |                                                         |
| ZFA 199 (Italie) 9BD 199 (Brésil) - (Inde)                                        | Fiat Grande Punto                                                   | 2005–2018                         |       | ± 2 670 000                                             |
| ZFA 220 (France)                                                                  | Fiat Ulysse II Fiat Scudo II                                        | Ulysse 2002-2010, Scudo 1995-2012 |       |                                                         |
| ZFA 223 (Turquie) - (Brésil) - (Russie) - (Vietnam)                               | Fiat Doblò I - SW & Cargo                                           | 2000–2023                         |       |                                                         |
| ZFA 244 (MiniBus + Fourgon) (Brésil) - (Russie)                                   | Fiat Ducato 3e Serie Facelift Peugeot Jumper/Citroen Boxer          | 2002–2016                         |       | ± 2 000 000 ex                                          |
| ZFA 250 (MiniBus + Fourgon) (Italie)                                              | Fiat Ducato 4e Serie (Bus + Fourgon) Citroen Boxer2/Peugeot Jumper2 | 2007–20**                         |       |                                                         |
| ZFA 263 (Turquie)                                                                 | Fiat Doblo II - SW & Cargo                                          | 2010–2023                         |       |                                                         |
| ZFA 280 (Italie)                                                                  | Fiat Talento I                                                      | 1989–1994                         |       |                                                         |
| 9BD 281 (Brésil)                                                                  | Fiat Strada (281) IIe génération                                    | 2020–en cours                     |       |                                                         |
| ZFA 311 (Chine)                                                                   | Fiat Siena-Perla / Zotye Z200                                       | 2002–2014                         |       |                                                         |
| ZFA 312 (Pologne)                                                                 | Fiat 500 (2007)                                                     | 2007–2024                         |       | ± 3 200 000                                             |
| ZFA 319 (Italie)                                                                  | Fiat Panda III                                                      | 2011–en cours                     |       |                                                         |
| ZFA 323 (Turquie) 9BD 323 (Brésil) - (Inde) - (Russie)                            | Fiat Linea                                                          | 2007–2018                         |       | ± 150 000 ex par an                                     |
| 9BD 326 (Brésil)                                                                  | Fiat Palio (2012) II                                                | 2011–2018                         |       | 2 666 295                                               |
| 9BD 327 (Brésil)                                                                  | Fiat Uno II                                                         | 2010–2021                         |       | 2 666 295                                               |
| ZFA 350 (Italie) 9BD145 (Brésil)                                                  | Fiat Idea                                                           | 2003-2016                         |       | Italie (2003-12) : 204 404 Brésil (2005-16) : ± 265 000 |